# Don't Stop the Dance
Pour les articles homonymes, voir Dance (homonymie).
Clip vidéo
[vidéo] « Bryan Ferry - Don't Stop The Dance », sur YouTube
[vidéo] « Bryan Ferry - Don't Stop The Dance (Tom Glass Remix) », sur YouTube
Don't Stop the Dance (n'arrête pas la danse, en anglais) est une chanson glam rock psychédélique de l'auteur-compositeur-interprète britannique Bryan Ferry, 3e single extrait de son album Boys and Girls de 1985,, un des succès internationaux de sa carrière.

## Histoire
Bryan Ferry et Rhett Davies (en) écrivent et composent ce tube de la new wave des années 1980 sur le thème glam rock, psychédélique, sensuel et planant d'une danse envoutante et fantasmatique d'ambiance de piste de dance de boite de nuit « N'arrête pas, n'arrête pas la danse, plus de musique, n'arrête pas la danse... » avec des solos de saxophone du mannequin Laurence Treil (en) (joués en réalité par le saxophoniste américain David Sanborn). 
L'album Boys and Girls est entre autres n°1 des ventes au Royaume-Uni, et n°2 en Europe.
Bryan Ferry reprend et adapte ce tube avec succès en divers versions remix avec quelques DJ internationaux,

## Clip
Le clip est réalisé par John Scarlett Davis, avec les mannequins françaises Laurence Treil (en) et Louise King.